# هوکتمبریک کولوزیان
هوکتمبریک مانوکی کولوزیان (ارمنی: Հոկտեմբերիկ Մանուկի Քոլոզյան؛ انگلیسی: Hoktemberik Kolozyan؛ زادهٔ ۱۹۲۴ - درگذشته تاریخ نامعلوم) برزشناس و کشاورز اهل ارمنستان بود.

## زندگی‌نامه
وی در ۱۹۲۴ در نور آرتاگرس به دنیا آمد و از دانشگاه ملی علوم کشاورزی ارمنستان فارغ‌التحصیل گشت. وی همچنین برنده جوایزی همچون قهرمان کار سوسیالیست (۱۹۴۹) و نشان لنین (۱۹۴۹; ۱۹۵۰) شد.